# FannyAnn Eddy
Fannyann Eddy (1974-28 de septiembre de 2004) fue una destacada activista en la lucha por los derechos de las minorías sexuales en Sierra Leona.

## Muerte
Eddy fue brutalmente asesinada por un grupo de al menos tres hombres, que la violaron, apuñalaron y remataron rompiéndole el cuello, en las oficinas de la organización que ella fundó, la Asociación Gay y Lesbiana de Sierra Leona (SLLAGA, por sus siglas en inglés), en lo que se considera un crimen homofóbico. Eddy dejó un hijo de diez años y a su pareja Esther Chikalipa.
En el mes de abril de 2004, Fannyann Eddy formó parte de una delegación de activistas de derechos sexuales que participaron en Ginebra en la sesión anual de la Comisión de Derechos Humanos de la ONU. La activista de Sierra Leona mantuvo allí encuentros con la delegación de su gobierno, y testificó ante la Comisión sobre Derechos de Gays y Lesbianas sobre la situación en lo que ella denominó “mi querida Sierra Leona”.